# المثلث السني

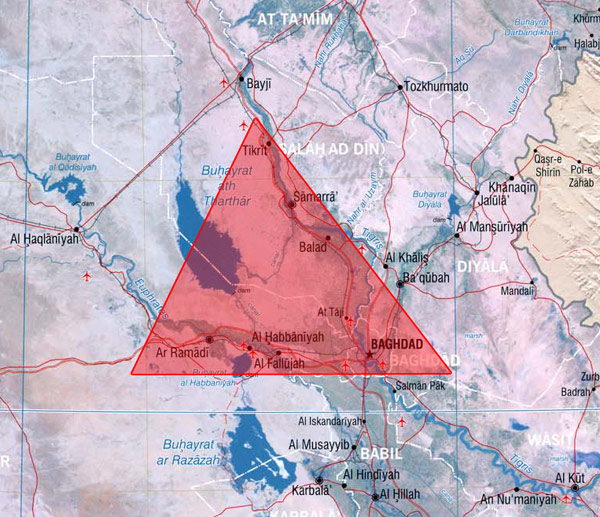
خارطة المثلث السني

المثلث السني تسمية تطلق على منطقة وسط العراق شمال وشرق وغرب العاصمة بغداد أكثر ساكني هذه المنطقة من العرب السنة.
 يتكون المثلث من أربع محافظات عراقية من محافظة ديالى شرقا ومحافظة بغداد جنوبا ومحافظة الأنبار غربا ومحافظة صلاح الدين شمالا، يبلغ عدد سكان هذا المناطق 10 ملايين نسمة.
تتكون المدن الرئيسية في هذا المثلث على التوالي هي العاصمة بغداد والرمادي وتكريت ومن الجدير بالذكر أن المثلث يتضمن مدن بعقوبة وسامراء والفلوجة. 

منذ سقوط بغداد في 9 أبريل 2003 والإطاحة بحكم الرئيس السابق صدام حسين أصبح هذا المثلث مركزا رئيسيا لنشاطات المقاومة العراقية والجماعات المسلحة ضد القوات الأمريكية.
مصطلح المثلث السني كان موجودا قبل غزو عام 2003 ولكن استعماله لم يكن شائعا حيث استخدمه لأول مرة الباحث الأكاديمي العراقي عباس الكليدار في السبعينات ثم استخدمه بعده مفتش الأسلحة التابع ل الأمم المتحدة سكوت ريتر في مقالة كتبها لصحيفة سان فرانسيسكو كرونكل في 14 سيبتمبر 2002 حيث كتب «للوصول إلى بغداد يجب علينا ان نخترق المثلث السني» واكتسب هذا المصطلح شهرة عندما نشرت افتتاحية في صحيفة نيويورك تايمز في 10 يونيو 2003.
من الجدير بالذكر أنه يوجد مثلث آخر إلى الجنوب من بغداد يطلق عليه مثلث الموت ويسكنه أغلبية سنية عربية.